# Winifred Cavendish-Bentinck, Duquesa de Portland
Winifred Anna Cavendish-Bentinck DBE, JP (nascida Dallas-Yorke; Castelo de Murthly, 7 de setembro de 1863 – Welbeck Abbey, 30 de julho de 1954) foi uma nobre britânica, ativista dos direitos dos animais, e conhecida por sua caridade. Foi a duquesa de Portland como esposa de William Cavendish-Bentinck, 6.º Duque de Portland.

## Família
Winifred foi a única filha de Thomas Yorke Dallas-Yorke, Deputy Lieutenant e juiz de paz do vilarejo de Walmsgate no condado de Lincolnshire, e de Frances Graham.

## Biografia
Em 11 de junho de 1889, aos 25 anos, Winifred casou-se com o 6.° duque de Portland, de 31 anos. William era filho do Tenente-general Arthur Cavendish-Bentinck e de sua primeira esposa, Elizabeth Sophia Hawkins-Whitshed.
Eles tiveram três filhos, dois meninos e uma menina. Como duquesa de Portland, ela tinha o título de "Vossa Graça".
Com o seu casamento, ela se tornou uma figura proeminente na sociedade, e também estava presente na corte. A rainha Vitória do Reino Unido apadrinhou a sua filha, Victoria Alexandrina, e a duquesa de Portland também serviu como Mistress of the Robes para a rainha Alexandra da Dinamarca de 1913 a 1925.  

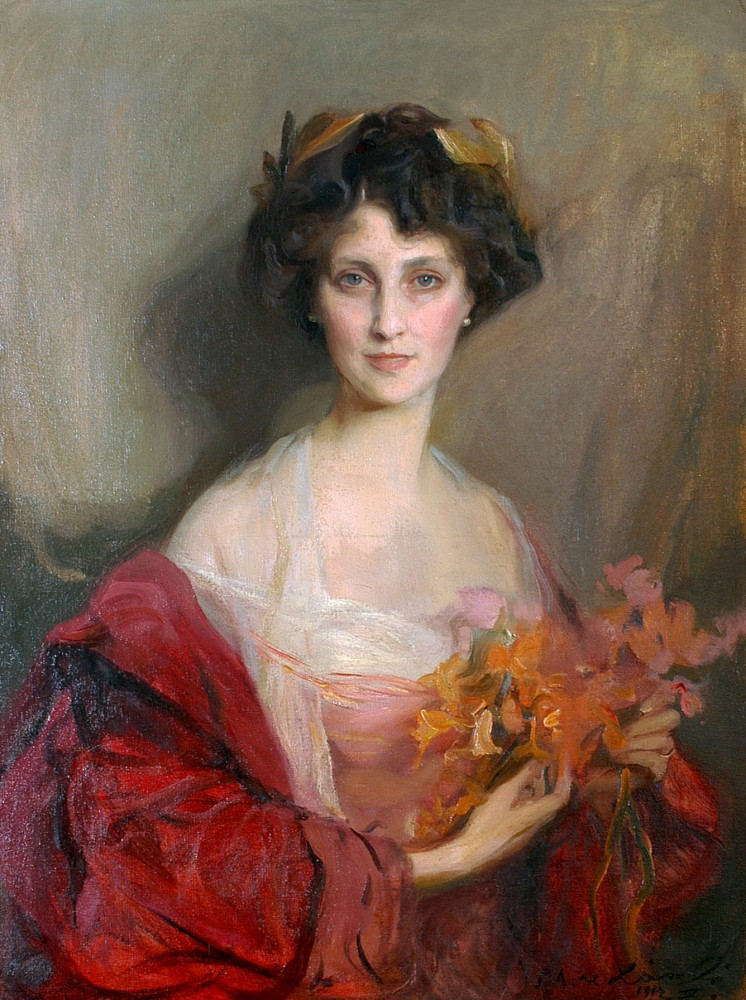
A duquesa pintada por Philip de László, em 1912.

A duquesa era uma grande admiradora de animais, e mantinha estábulos para cavalos idosos e pôneis, assim como cuidava de cachorros abandonados.   Ela também demonstrava interesse pelo bem estar dos pássaros, e em 1891, tornou-se a primeira presidente da Sociedade Real de Proteção às Aves, assim como a presidente que esteve no cargo por mais tempo, até a sua morte, ajudando a Sociedade a obter a sua Carta régia. Também foi vice-presidente Royal Society for the Prevention of Cruelty to Animals, e presidente do comitê de senhora da mesma. 
Foi eleita a terceira presidente da Associação de Apicultores de Nottinghamshire, em 1907. Era vegetariana e como tal, um membro da Vegetarian Society.
Em 1889, Winifred convenceu o seu marido a utilizar uma grande parte de seus lucros advindo de corridas de cavalos que ele ganhou, para construir um asilo, em Walbeck, o qual ele deu o nome de "The Winnings". Ela se importava com os mineradores locais e os auxiliava, ajudando a pagar despesas médicas, além de organizar aulas de culinária e costura para as suas filhas. Ela até chegou a patrocinar um minerador, interessado em arte, a estudar em Londres.
Para homenageá-la, a Associação do Bem Estar dos Mineradores de Nottinghamshire fez uma petição para o rei lhe conferir uma honraria em razão de suas obras, e por isso, em 1935, ela foi investida como Dama Comandante da Ordem do Império Britânico durante o jubileu de prata. Ela era chamada de anjo e conhecida como a amada duquesa pelos garimpeiros.  
Também foi Senhora da Venerabilíssima Ordem do Hospital de São João de Jerusalém. 
A duquesa ficou viúva em 26 de abril de 1943. Ela viveu por mais onze anos, vindo a falecer em 30 de julho de 1954, aos 90 anos, após várias semanas doente, e foi sepultada no cemitério de Santa Vinifrida, em Holbeck. 

## Joias e Tiara de Portland
Durante a coroação do rei Eduardo VII, marido de Alexandra, foi a duquesa quem segurou a marquise sobre a cabeça da rainha enquanto ela era ungida. Para a ocasião, o seu marido William encomendou a Tiara de Portland, produzida pela Cartier SA. Mais tarde, algumas das pedras preciosas foram removidas da tiara para fazer um broche. Porém, em 2018, a tiara foi roubada em Walbeck, junto a um broche de diamantes. 
Em 2010, uma coleção de joias pertencentes à Winifred, que contava com uma pérola antiga e um broche de diamantes, foi leiloada pela Christie's.

## Descendência
- Victoria Alexandrina Violet Cavendish-Bentinck (27 de fevereiro de 1890 - 8 de maio de 1994), foi esposa do capitão Michael Erskine-Wemyss, com quem teve dois filhos;
- William Cavendish-Bentinck, 7.° Duque de Portland (16 de março de 1893 - 21 de março de 1977), foi casado com Ivy Gordon-Lennox, quem fundou a instituição caridade Harley Gallery and Foundation em Walbeck, em 1977. Deixou duas filhas;
- Francis Morven Dallas Cavendish-Bentinck (27 de julho de 1900 - 22 de agosto de 1950), foi tenente do Yeomanry em Nottinghamshire. Não se casou e nem teve filhos.

## Galeria

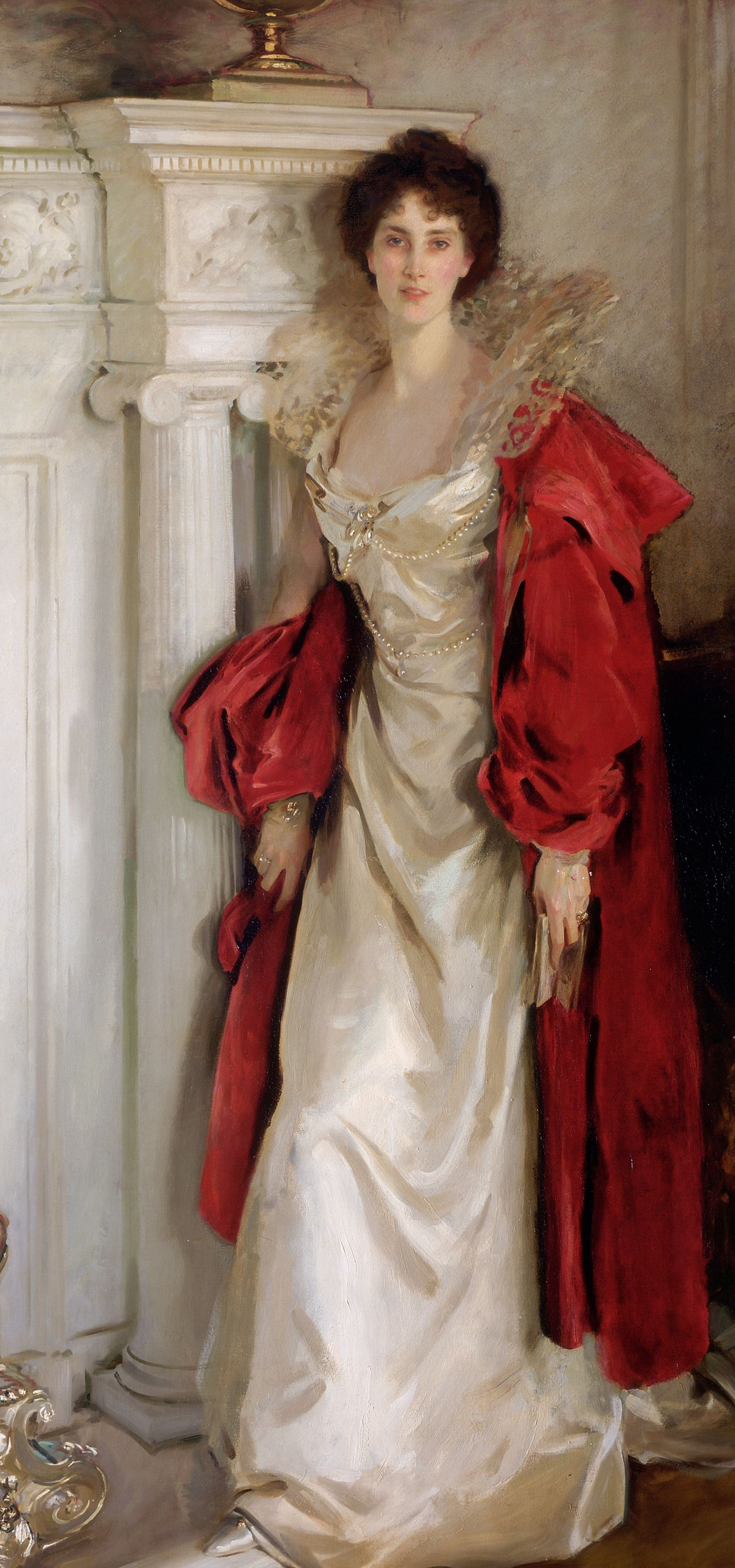
Pintura de 1902 por John Singer Sargent.
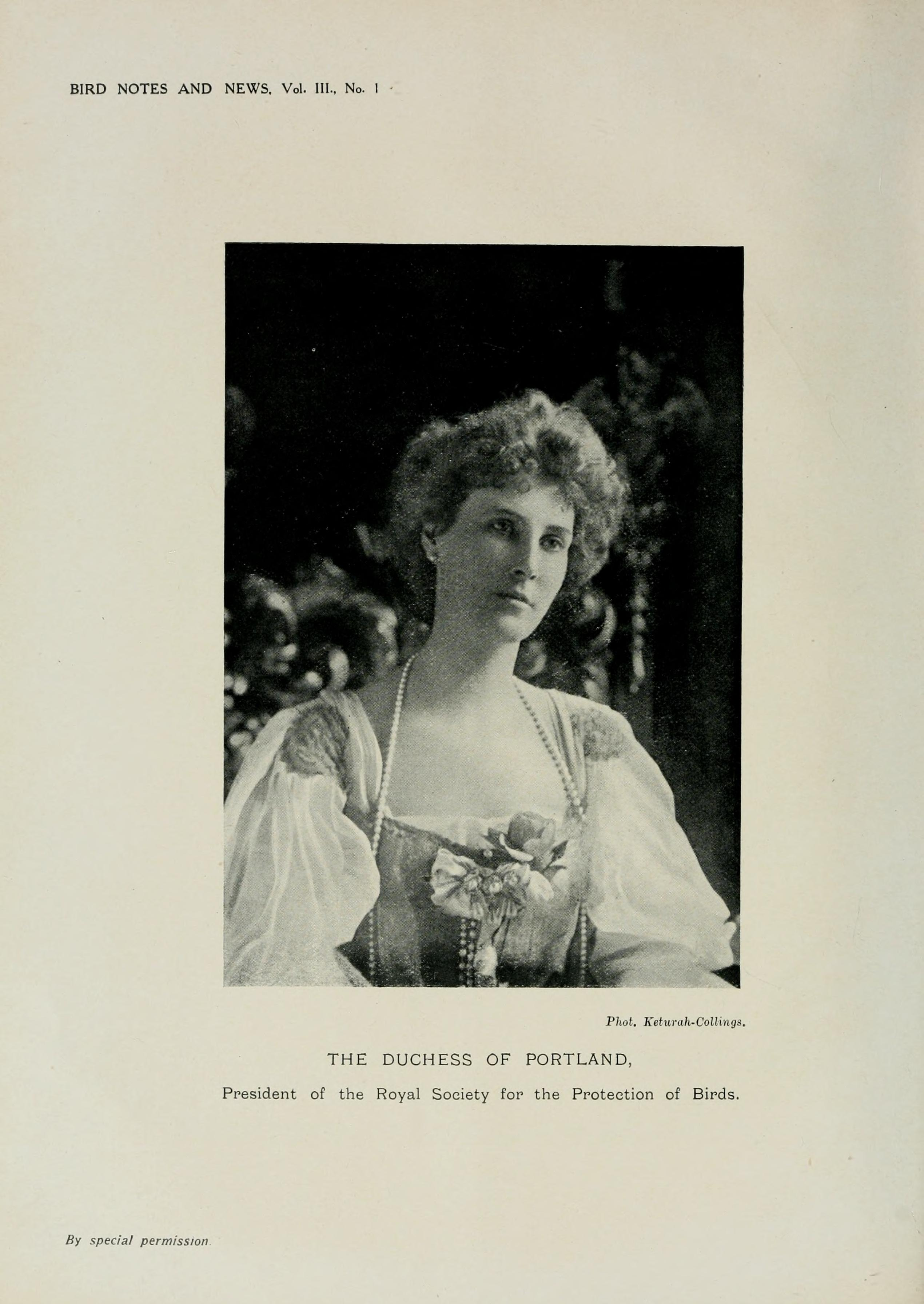
A  duquesa na publicação Bird notes and news em 1908.
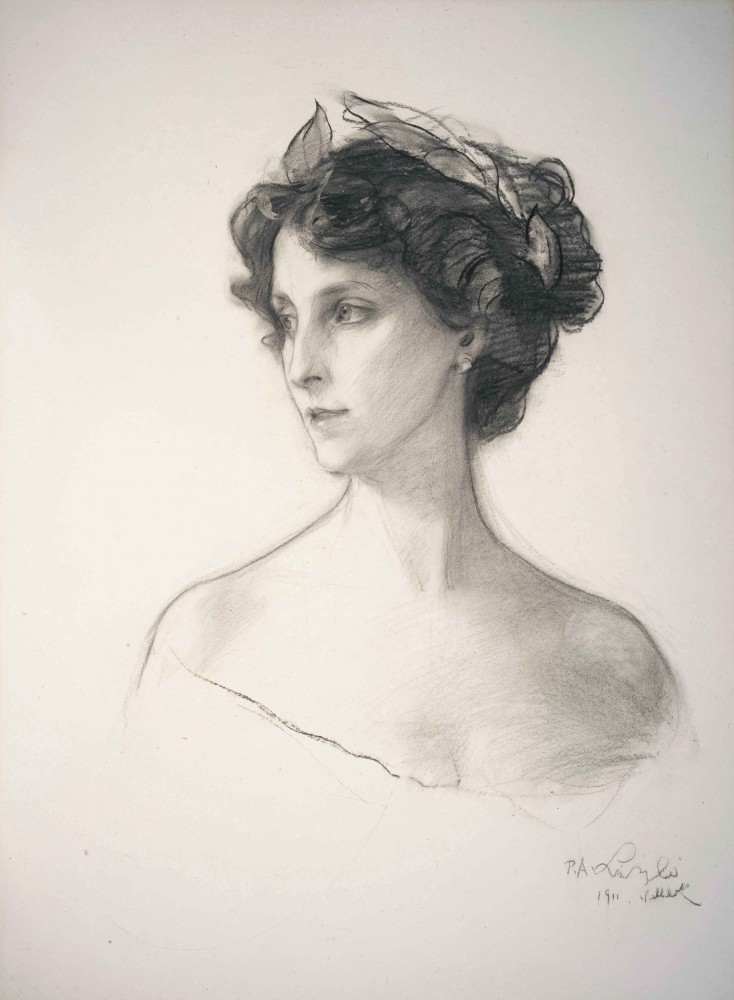
Retrato em forma de desenho de 13 de janeiro de 1911 por Philip de László.
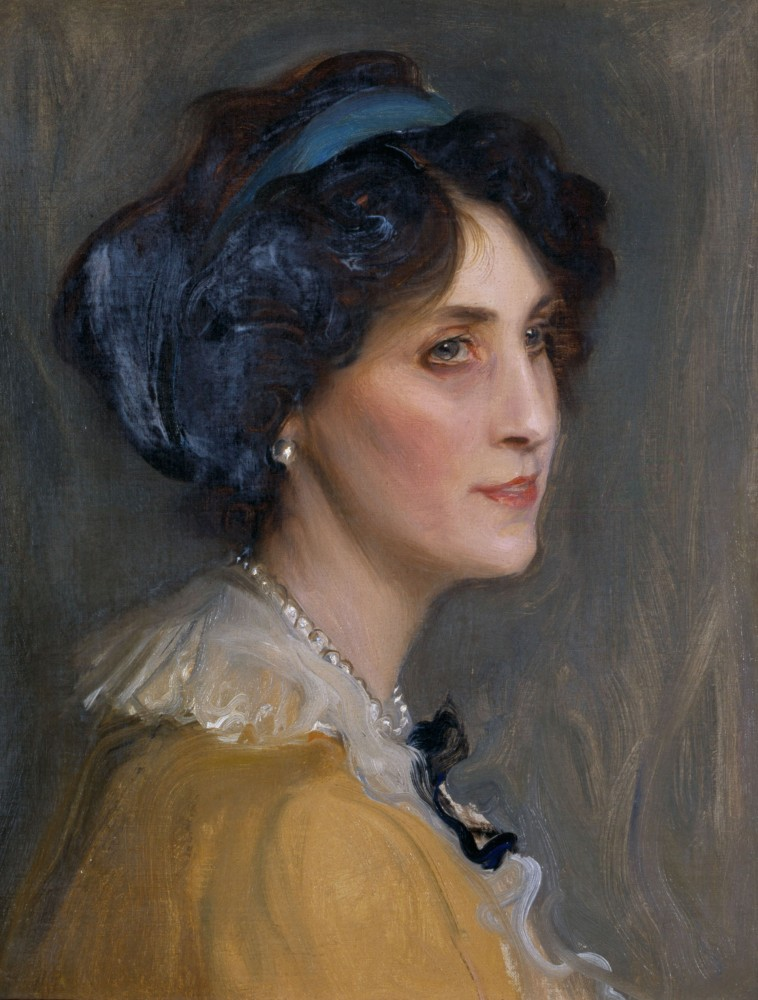
Retrato de 1912 por Philip de László.
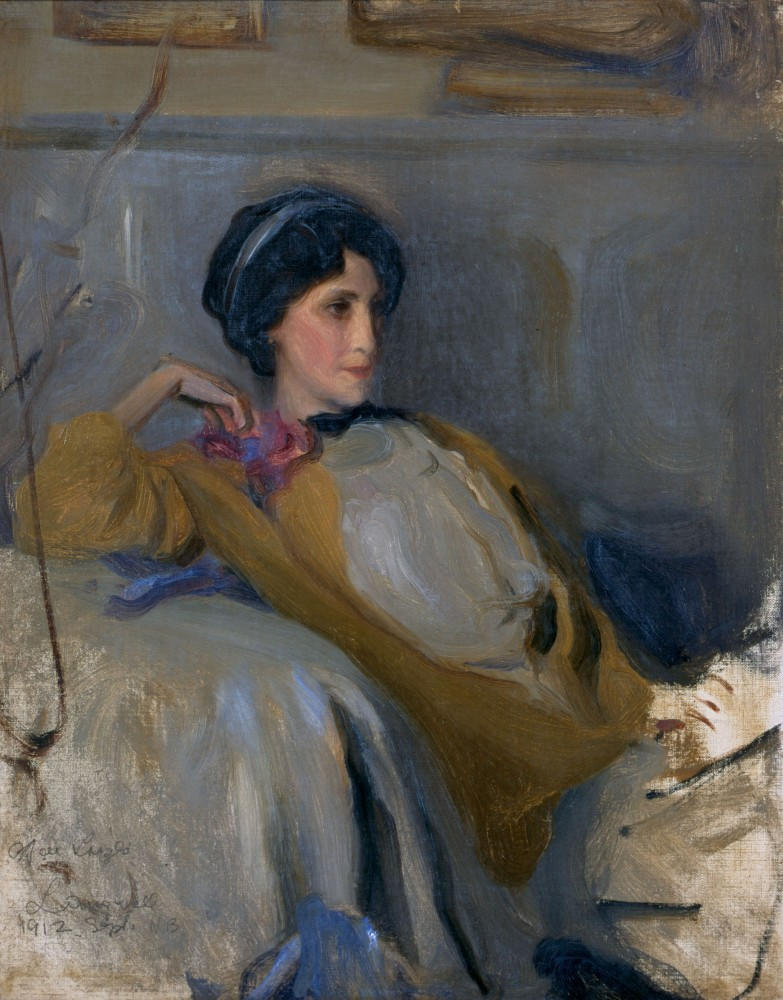
Retrato de 1912 por Philip de László.
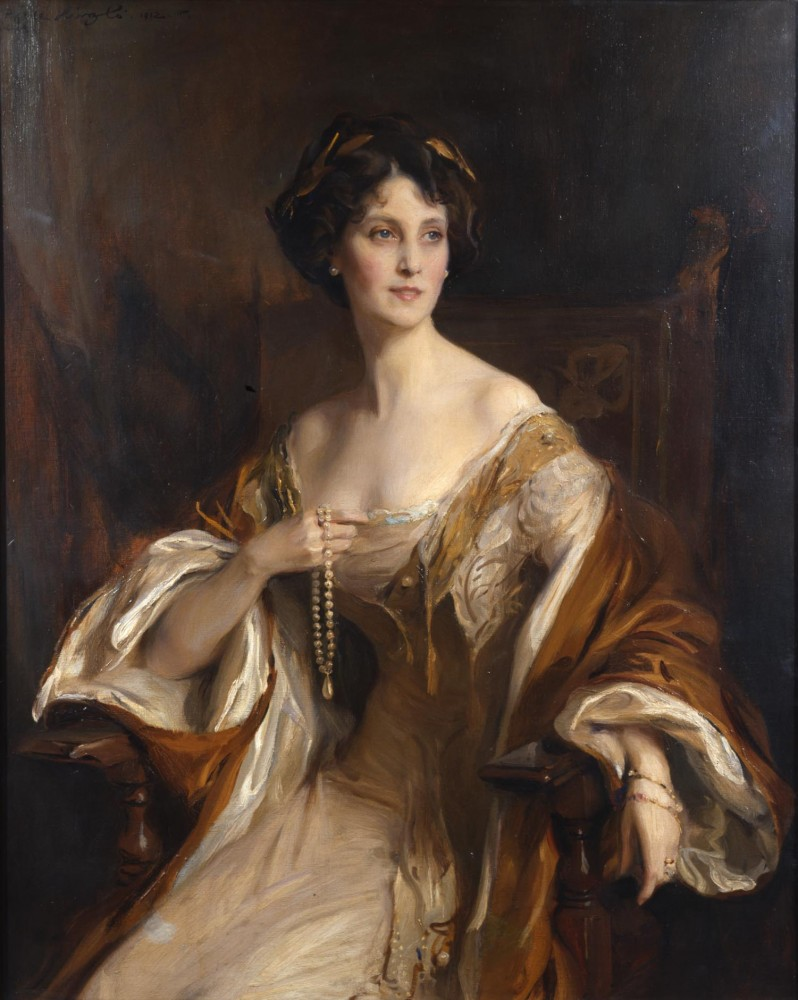
Retrato de 1913 por Philip de László.
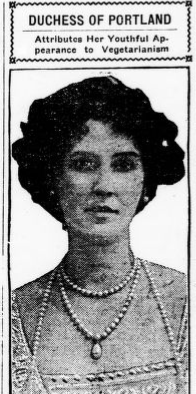
Publicação de 1922 que diz "Duquesa de Portland atribui a sua aparência jovem ao vegetarianismo".